# Samuel Pepys
Samuel Pepys (født 23. februar 1633, død 26. maj 1703) var en engelsk embedsmand, som blev kendt for sine dagbøger, der er en fascinerende kombination af personlige afsløringer og øjenvidneberetninger fra store begivenheder som pestudbruddet i 1665, den store brand i London i 1666 og omtale af kampen mellem britiske og hollandske skibe i Bergen havn i Norge under Den anden britisk-hollandske krig 1664-67. Den hollandske flåde havde søgt tilflugt i Bergen.
Dagbøgerne er stenograferede, hvilket først blev opfattet som kodeskrift, der først blev tydet mellem 1810 og 1822. Bøgerne er oversat til dansk med udeladelse af flere personlige beskrivelser af samvær med kvinder og også forkortet.
Efternavnet udtales /piːps/ som engelsk peeps.

## Biografi
Samuel Pepys blev uddannet på Cambridge University og gjorde karriere i den britiske flåde. Fra 1686 var han sekretær for admiralitetet. Han sad en periode i Parlamentet, og blandt hans venner var Isaac Newton og Christopher Wren.
Pepys indførte, at den engelske marines tovværk skulle være gennemtrukket med en rød tråd for at hindre tyveri. Heraf talemåden "der går en rød tråd igennem ...", som H.C. Andersen yndede om Gud.
Da han fyldte 36 år, skrev han i dagbogen 23.februar 1669, hvordan han i Westminster Abbey fik forevist den balsamerede Katherine af Valois, Owen Tudors dronning.  Han kyssede hendes læber, der var bevaret, selv om hun døde i 1437. (Katherine blev gravet op under restaureringen i 1502 og blev noget af en attraktion i katedralen, til hendes lig var så medtaget af al opmærksomheden, at hun blev begravet igen i 1878). 
Selv beordrede Pepys sin kone til at tilintetgøre alt, hvad hun havde skrevet om ham, fordi "det er så pikant...og det meste er sandt." Da hun nægtede, snappede han papirerne fra hende og rev dem itu. 
Hele hans bogsamling er testamenteret til hans college og findes nu meget velordnet i Cambridge.